# Ярково (Омская область)
Я́рково — село в Усть-Ишимском районе Омской области России. Административный центр Ярковского сельского поселения.

## География
Село находится в северо-западной части Омской области, в пределах Ишимской равнины, на левом берегу реки Иртыш, на расстоянии примерно 16 км (по прямой) к востоку-юго-востоку (ESE) от села Усть-Ишим, административного центра района. Абсолютная высота — 56 м над уровнем моря.

### Часовой пояс
Село Ярково, как и вся Омская область, находится в часовой зоне МСК+3. Смещение применяемого времени относительно UTC составляет +6:00.

## История
Деревня была основана в 1882 году. В 1926 году в деревне имелось 31 хозяйство и проживало 149 человек (в основном — русские). В административном отношении Ярково входило в состав Эбаргульского сельсовета Усть-Ишимского Тарского округа Сибирского края.

## Население
| 1926 | 2010 |
| ---- | ---- |
| 149  | ↗220 |

Гендерный состав
По данным Всероссийской переписи населения 2010 года в гендерной структуре населения мужчины составляли 50,5 %, женщины — соответственно 49,5 %.
Национальный состав
Согласно результатам переписи 2002 года, в национальной структуре населения татары составляли 58 %, русские — 40 %.

## Улицы
| - ул. Горького, - ул. Лесная, - ул. Молодёжная, | - ул. Новая, - ул. Октябрьская, - ул. Школьная. |

## Инфраструктура
В селе функционируют основная общеобразовательная школа и отделение Почты России.